# 金带拟羊鱼
金带拟羊鱼，又稱福氏副緋鯉，为輻鰭魚綱鱸形目鬚鯛科的其中一種，俗名海鲤。

## 分布
本魚分布於印度洋區，包括紅海、亞丁灣等海域。

## 深度
水深5至113公尺。

## 特徵
本魚體側扁，略延長。下頷具觸鬚，鱗片大，體色銀白色，近背部淡粉紅色，體側中央具一深褐色寬縱帶，尾柄部具一深色圓斑。背鰭硬棘8枚，背鰭軟條9條，臀鰭軟條7條，體長可達28公分。

## 生態
本魚棲息在礁沙混合區，以觸鬚搜尋獵物，屬肉食性，以小型底棲動物為食。

## 經濟利用
可作為食用魚及觀賞魚。